# 芒尖大理糙苏
芒尖大理糙苏（学名：Phlomis franchetiana var. aristata）为唇形科糙苏属下的一个变种。